# Yoga posturale in India

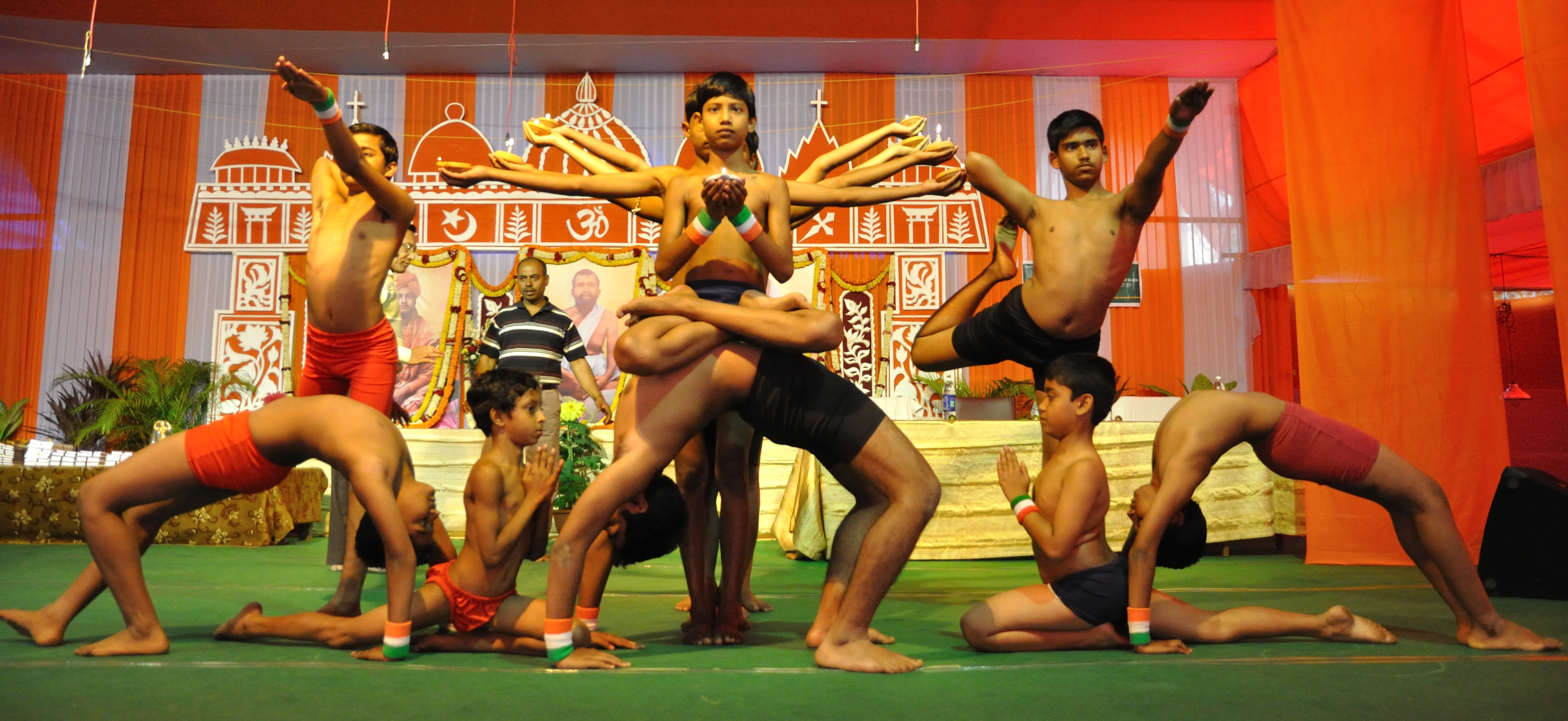
Uno spettacolo di yoga posturale a Calcutta, gennaio 2012. Le posizioni in mostra includono Chakrasana (davanti), Natarajasana (dietro), Rajakapotasana (fila centrale) e Padmasana (in alto).

Lo yoga posturale nasce in India come variante dello yoga tradizionale, una pratica prevalentemente meditativa; diffuso in tutto il mondo, è tornato nel subcontinente indiano in forme diverse. Gli antichi Yoga Sutra di Patanjali menzionano solo brevemente le posizioni yoga, le asana, come sedute di meditazione. L'Haṭha yoga medievale faceva uso di un piccolo numero di asana insieme ad altre tecniche come pranayama, shatkarma e mudra, ma fu disprezzato e quasi estinto all'inizio del XX secolo. All'epoca, la nascita dello yoga posturale fu in principio guidata dal nazionalismo indiano. Sostenitori come Yogendra e Kuvalayanandaresero lo yoga una pratica gradita negli anni '20, divenendo presto utilizzata in medicina. All'inizio degli anni '30, il "padre dello yoga moderno" Krishnamacharya sviluppò una forma di yoga posturale più intensa, influenzata dalla ginnastica, con transizioni (vinyasas) che permettevano di passare in maniera fluida da una posizione all'altra.
Gli allievi di Krishnamacharya K. Pattabhi Jois e BKS Iyengar portarono lo yoga in Occidente, fondando le proprie scuole e formando nuovi insegnanti. Una volta in Occidente, lo yoga si è rapidamente mescolato ad altre attività, diventando meno spirituale e più energico oltre che commerciale.
Lo yoga posturale occidentalizzato è tornato in India per ricongiungersi alle tante forme già presenti nel paese, trasformate dall'effetto pizza nel suo viaggio di andata e ritorno. I turisti occidentali dello yoga, attratti inizialmente dalla visita dei Beatles in India nel 1968, vennero a studiare yoga in centri come Rishikesh e Mysore. Nel 2015, il Primo Ministro indiano Narendra Modi istituì la Giornata Internazionale dello Yoga. In quell'occasione anche le forze armate e il servizio civile si unirono alle manifestazioni di massa del pubblico.

## Antiche origini

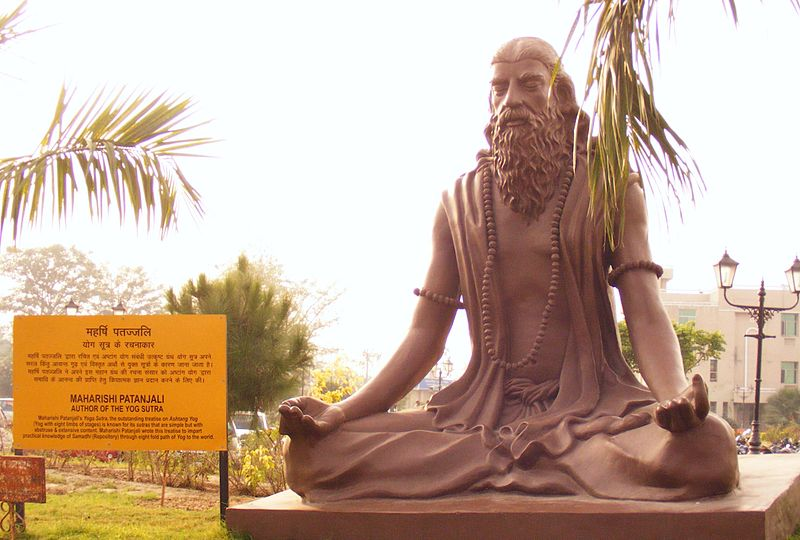
Statua di Patañjali seduto in un'asana di meditazione, Siddhasana

L'obiettivo originale, spirituale e filosofico dello Yoga era quello di unire lo spirito umano con il Divino. Era in gran parte una pratica meditativa; lo yoga classico come descritto negli Yoga Sutra di Patanjali, scritto del II secolo, cita le posizioni yoga, le asana, solo come sedute di meditazione, affermando semplicemente che la postura deve essere facile e comoda. La parola sanscrita योग yoga significa "giocare, unire".

## Haṭha yoga medievale

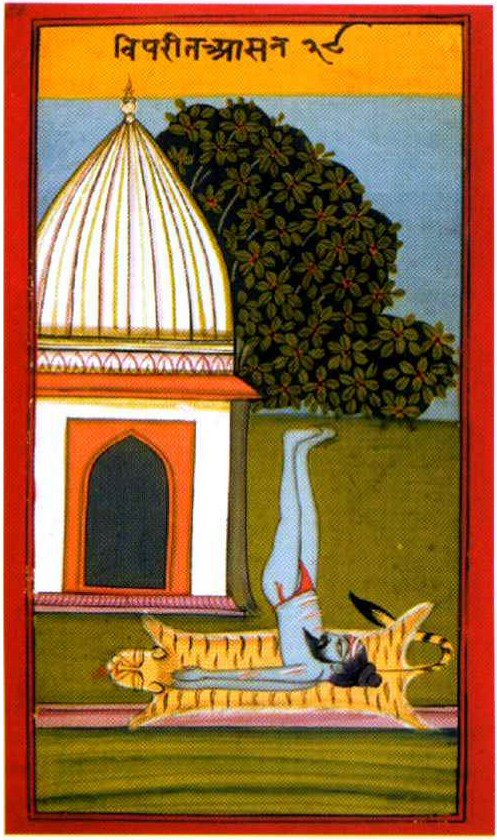
L'Haṭha yoga medievale era una pratica solitaria. Il yogin è mostrato praticare ViparTta Karani, sia un asana e mudra lo scopo di intrappolare il fluido vitale utilizzando la gravità, aiutando il yogin per ottenere la liberazione. [4] Jogapradipika, 1830

Il ramo dello yoga che fa uso di posizioni complesse è l'Haṭha yoga. La parola sanscrita हठ haṭha significa "forza", alludendo al suo uso di tecniche fisiche.
Haṭha yoga nacque nel 1100 circa. [6] Era praticato da Nath e da altri yogin nell'Asia meridionale. [7] La sua esibizione era solitaria e ascetica. Tutte le sue procedure erano segrete. [9] I suoi obiettivi erano di forzare il fluido vitale prana nel canale centrale sushumna del corpo per aumentare l'energia kundalini, consentendo Samadhi (assorbimento) e infine Moksha (liberazione). [10] [11] L'Hatha yoga ha fatto uso di un piccolo numero di asana, principalmente in posizione seduta; in particolare, prima del 1900 non erano previste posizioni da mantenere in piedi.[10] [12] Praticate lentamente, queste posizioni venivano mantenute per lunghi periodi. [13] La pratica delle asana era un aspetto preparatorio minore del lavoro spirituale. [7]

## Pratiche indiane per l'indipendenza
Alla fine del XIX secolo, l'Hatha yoga quasi si estinse in India, praticato da persone ai margini della società, disprezzato dagli indù e dai Raj britannici. Ciò cambiò quando Yogendra (a partire dal 1918) e Kuvalayananda (a partire dal 1924) cominciarono ad insegnare lo yoga come mezzo per raggiungere il benessere fisico e per studiarne gli effetti benefici in ambito medico, sebbene il loro desiderio principale era quello di mostrare la grandezza della nazione e della cultura indiana. Di conseguenza enfatizzarono le pratiche fisiche dell'Haṭha yoga, le asana e la respirazione yoga (pranayama), a scapito delle sue pratiche più esoteriche come le purificazioni (shatkarma), i mudra destinati a manipolare le forze vitali e qualsiasi menzione del corpo o liberazione. [14] [15] Furono presto seguiti dal "padre dello yoga moderno" Krishnamacharya al Mysore Palace. Egli sperimentò diverse nuove asana e transizioni tra loro (vinyasas), creando uno stile dinamico di yoga posturale. [16] Krishnamacharya insegnò ai suoi allievi singolarmente in un approccio individuale, che in seguito divenne noto come viniyoga. Un fattore che influenzò la popolarità dello yoga come esercizio fisico fu il nazionalismo indiano; avere corpi forti significava essere un paese forte. Un altro era la fotografia: posizioni complesse del corpo potevano per la prima volta essere catturate in una fotografia piuttosto che in termini complessi da ricordare.

## Esercizio esotico per il mondo occidentale
Il XX secolo ha visto una serie di guru dello yoga fondare scuole di yoga in India, formare nuovi insegnanti, trasformando lo yoga in una pratica conosciuta in tutto il mondo: Krishnamacharya e i suoi allievi K. Pattabhi Jois e BKS Iyengar e Sivananda tra loro. [20] Jois fondò l'Ashtanga Yoga, un vigoroso stile vinyasa, con sede presso l'Ashtanga Yoga Research Institute a Mysore. Iyengar ha fondato l'Iyengar Yoga, uno stile preciso che enfatizza il corretto allineamento, utilizzando supporti ove necessario, con sede presso il Ramamani Iyengar Memorial Institute (RIMYI) di Pune. Sivananda e i suoi discepoli, incluso Vishnudevananda, crearono Sivananda Yoga, uno stile più spirituale, con sede a Rishikesh.
La pratica delle asana in sedute medievali sopravvisse fino al XX secolo a Calcutta grazie a Buddha Bose e Bishnu Ghosh . [24] Tra gli allievi di Ghosh c'era la yogini Labanya Palit, la quale pubblicò un manuale di 40 asana, Shariram Adyam ("Un corpo sano"), nel 1955, ammirato dal poeta ed erudito Rabindranath Tagore. L'insegnante di yoga Bikram Choudhury (nato nel 1944 a Calcutta) sostenne falsamente di aver imparato l'Hatha Yoga direttamente da Ghosh; in realtà iniziò a praticare yoga nel 1969, influenzato dagli scritti di Ghosh. Emigrò in America nel 1971 per fondare Bikram Yoga. In fuga da azioni legali in America, Choudhury tornò in India nel 2016, aprendo diversi studi di yoga.
Al suo arrivo in Occidente, lo yoga fu influenzato da una varietà di attività e concetti occidentali, dalla ginnastica alla psicoterapia, all'occultismo occidentale e alla religione New Age. Lo yoga divenne presto un bene diffuso e prezioso, una forma di esercizio, che va dalla pratica dolce a quella più energica e praticato da milioni di persone in tutto il mondo occidentale. [30]

## Ritorno in India

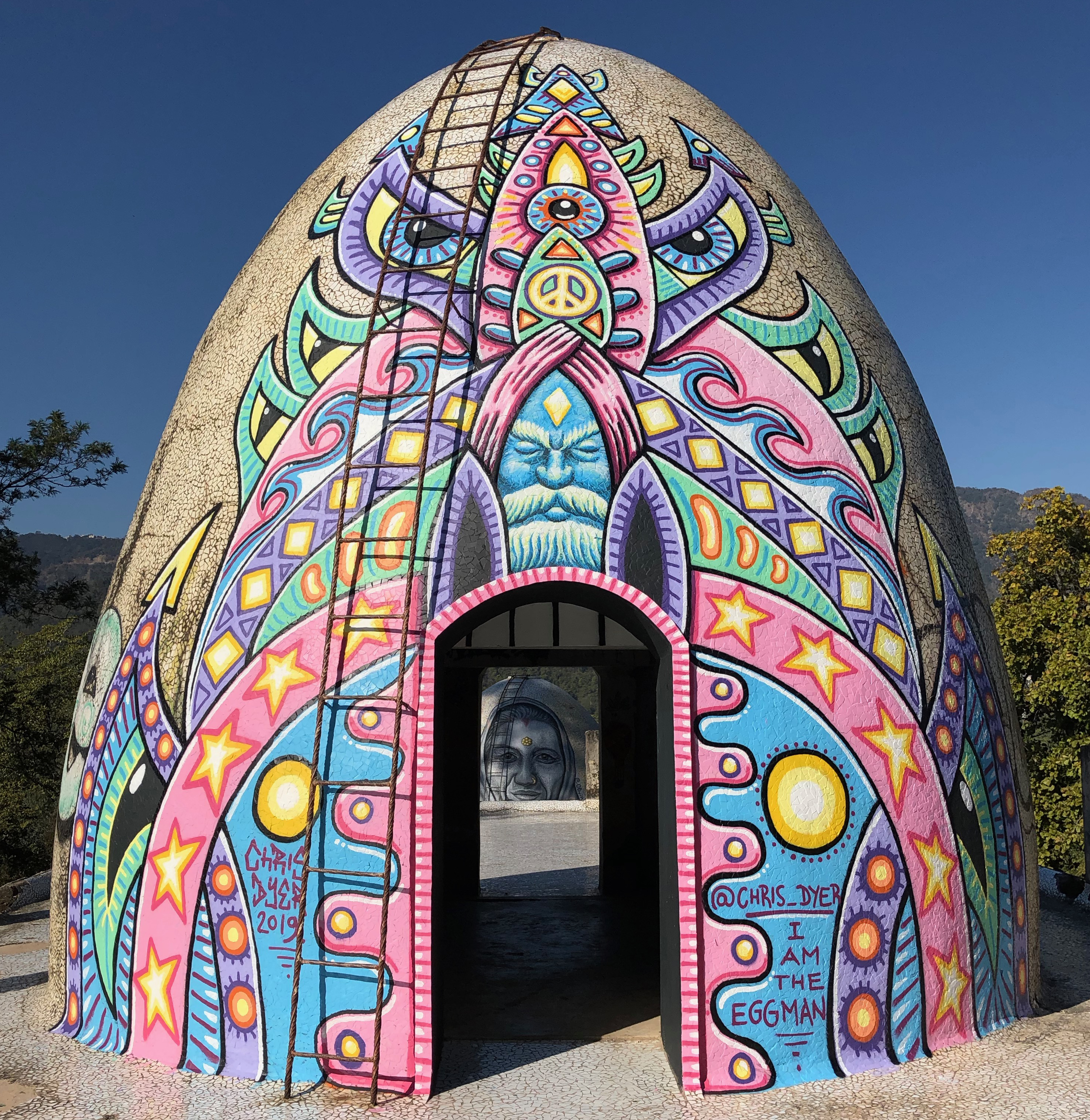
Camera di meditazione restaurata con l'etichetta "I am the Eggman " al Beatles Ashram a Rishikesh, 2019

Nel 1968, il gruppo rock inglese The Beatles andò a Rishikesh per partecipare a una meditazione trascendentale presso Maharishi Mahesh Yogi s' Ashram, ora rinominato il Beatles Ashram. [31] La visita suscitò un diffuso interesse occidentale per la spiritualità indiana, [31] e portò molti occidentali a viaggiare in India sperando di trovare negli ashram luoghi come Mysore (per Ashtanga Yoga) e Rishikesh. Quel movimento portò a sua volta alla creazione di molte scuole di yoga che offrono formazione per insegnanti e promozione dell'India come "centro del turismo yoga  da parte del Ministero del Turismo indiano e del Ministero di AYUSH . Le ricerche spirituali a volte ingenue dei giovani occidentali in India sono state gentilmente satireggiate nel Mindful Yoga, romanzo di Anne Cushman, Illuminismo per idioti. 's

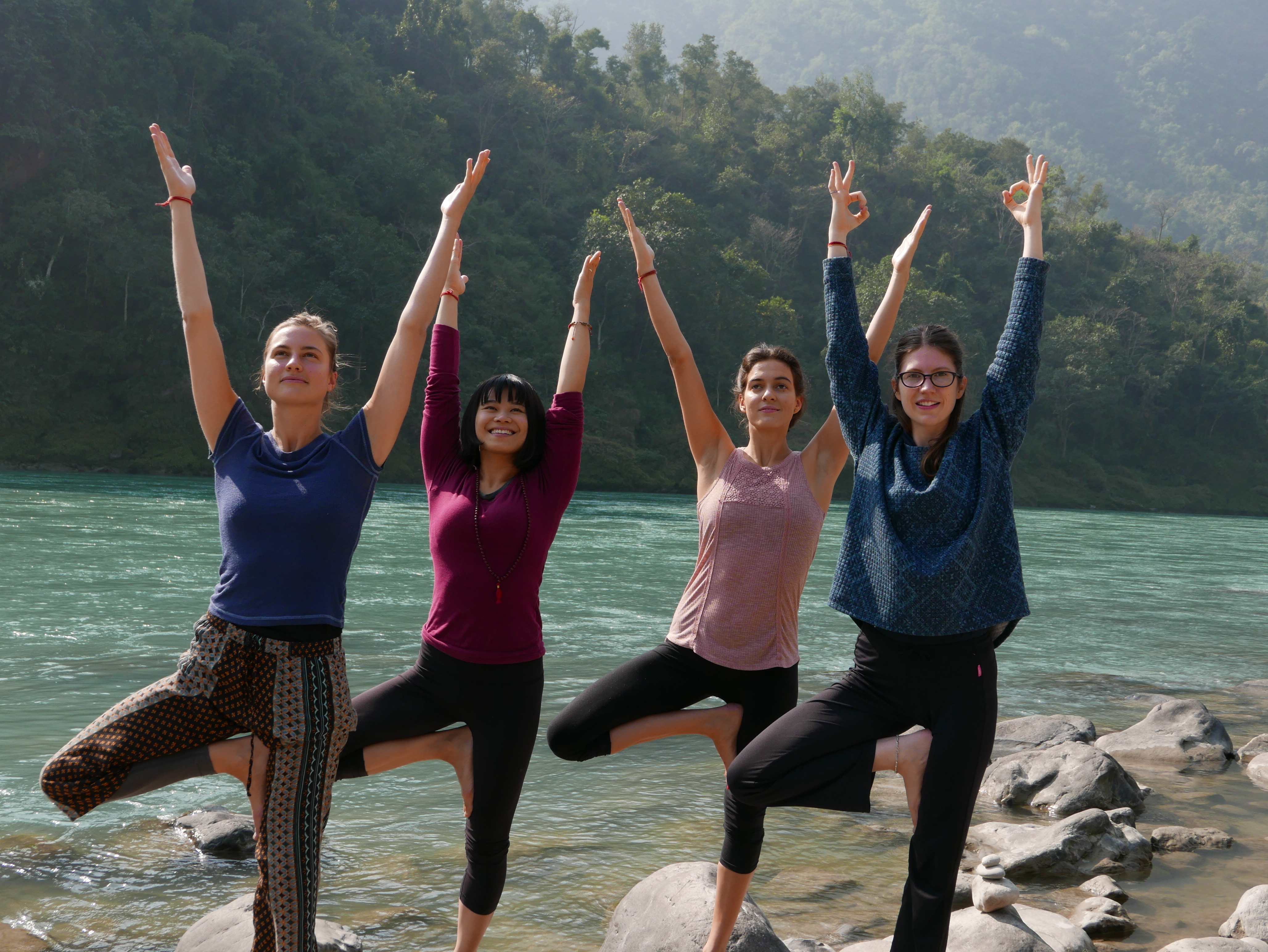
Studenti (in piedi a Vrikshasana) durante una lezione di Yoga accanto al fiume Gange a Rishikesh, 2015

Lo yoga, trasformato da quello che l'antropologo e indologo austriaco Agehananda Bharati chiamava "l' effetto pizza", dopo aver attraversato l'Atlantico, tornò in patria con nuovi "sapori e ingredienti". Diventato elegante, moderno, un segno di salute e di fitness generale; in gran parte ha perso la sua stretta associazione con l'induismo, ed è diventato quasi interamente una forma di esercizio piuttosto che una religione.
Nel 1992 l'antropologa Sarah Strauss trascorse 11 mesi presso l'ashram Sivananda a Rishikesh, praticando e osservando lo yoga posturale in India. Gli istruttori erano indiani; gli studenti erano americani, tedeschi e indiani. Sarah ritenne che per gli indiani lo yoga fosse "radicato in un senso di appartenenza familiare o nazionale".[40]

## Evento guidato dal governo

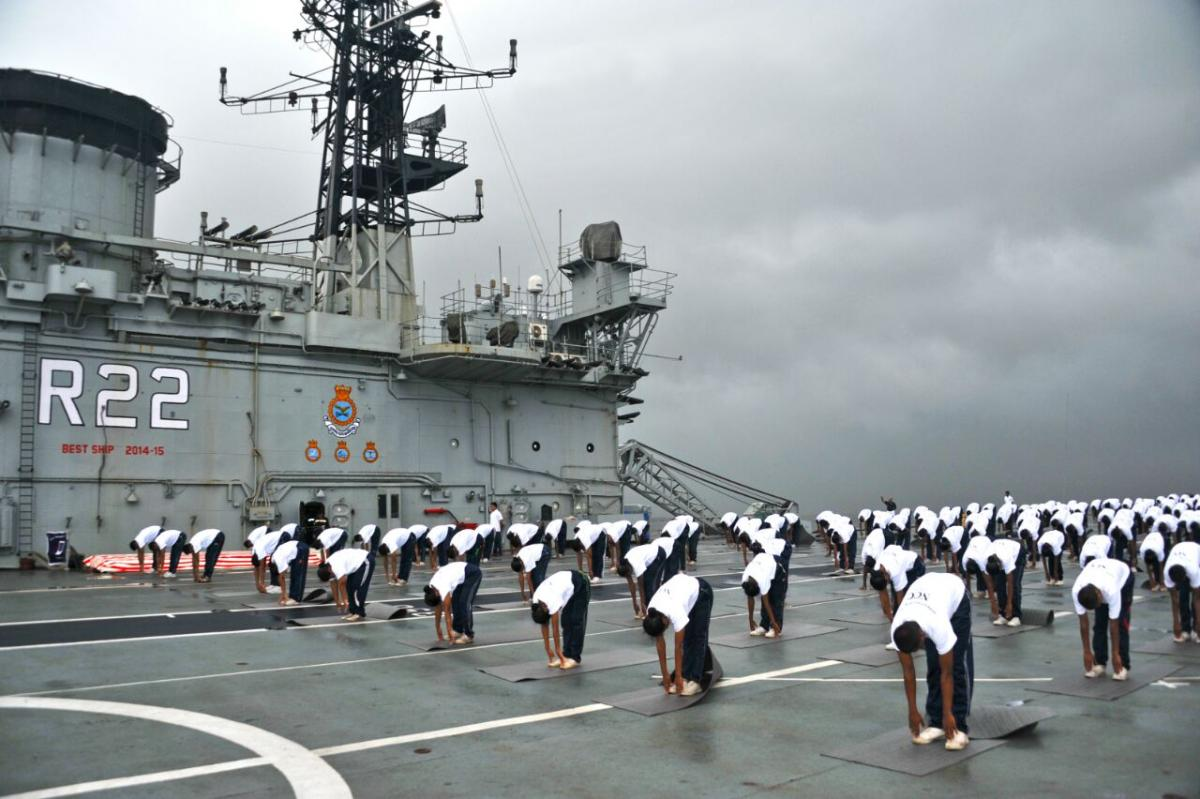
Personale della Marina indiana a Uttanasana a bordo di INS Viraat per la prima Giornata Internazionale dello Yoga nel 2015

Nel 2014, il Primo ministro indiano, Narendra Modi, convinse l'Assemblea Generale delle Nazioni Unite a creare una Giornata Internazionale dello Yoga annuale. Questa giornata si celebra dal 2015 in molti paesi, ma soprattutto è vissuta con molto entusiasmo in India. Modi è un membro del Bharatiya Janata Party (BJP) di destra e del Rashtriya Swayamsevak Sangh (RSS), un'organizzazione di volontariato nazionalista indù. I critici di Modi suggerirono possibili motivi per la creazione di questo l'evento, da un tentativo partigiano di rendere l'India più Hindu, al desiderio di rivendicare lo yoga e farlo riconoscere nel mondo come "bene culturale dell'India", nonostante i cambiamenti che aveva subito. Modi guidò personalmente oltre 35.000 partecipanti alla prima Giornata dello Yoga a Nuova Delhi; in tutta l'India, le forze armate indiane organizzarono manifestazioni sui ponti delle navi da guerra e sul monte Himalaya, mentre politici e funzionari della grande burocrazia indiana si unirono agli eventi nelle città da Chennai a Kolkata e Lucknow.